# Charaxes velox
Charaxes velox är en fjärilsart som beskrevs av Ogiilvie-grant 1899. Charaxes velox ingår i släktet Charaxes och familjen praktfjärilar. Inga underarter finns listade i Catalogue of Life.